# Tetramorium elisabethae
Tetramorium elisabethae är en myrart som beskrevs av Auguste-Henri Forel 1904. Tetramorium elisabethae ingår i släktet Tetramorium och familjen myror. Inga underarter finns listade i Catalogue of Life.